# روبرت هاردي سميث
روبرت هاردي سميث (بالإنجليزية: Robert Hardy Smith)‏ هو سياسي أمريكي، ولد في 21 مارس 1813 في مقاطعة كامدن في الولايات المتحدة، وتوفي في 13 مارس 1878. انتخب عضو مجلس نواب ألاباما.